# Virgen del pabellón
Esta Virgen con el Niño y tres ángeles, conocida como Virgen del pabellón (en italiano, Madonna con il Bambino e tre angeli o Madonna del padiglione) es una obra del pintor renacentista italiano Sandro Botticelli. Está realizado al temple sobre tabla. Es un tondo de 65 centímetros de diámetro. Está datada hacia 1493 y se conserva en la Pinacoteca Ambrosiana de Milán (Italia).
Según Giorgio Vasari, este tondo estaría en la "cámara del prior" del convento de Santa María degli Angeli en Florencia; este prior era Guido de Lorenzo de Antonio, amigo de Lorenzo de Médici.
María está representada como una Virgen de la leche, ofreciendo su pecho al Niño Jesús, sujetado por un ángel.
El nombre deriva del rico baldaquino que abren los ángeles y que domina con su intenso color rojo la parte superior de la escena, pues esta transcurre en una especie de balcón, al aire libre.
El cuadro contiene una serie de elementos típicos de las representaciones marianas: el hortus conclusus o jardín cerrado alusivo a la virginidad de María, el lirio como símbolo de la pureza, la desproporción entre las figuras de mayor importancia devocional (la Virgen y el Niño) en relación con el resto de personajes.
En esta Madona, como en las demás de la larga serie que pintó Botticelli, puede verse un modelo de Virgen seria, meditabunda, abstraída en su propia belleza y actuando siempre con gran seriedad. Las Madonas de Botticelli reflejan una relación más intelectual que afectuosa entre Madre e Hijo, a diferencia de lo que ocurre con las Vírgenes pintadas por Rafael Sanzio, que suelen mirar a su hijo y colaborar en sus juegos con una cierta sonrisa. 